# الرياضة النسائية الاحترافية

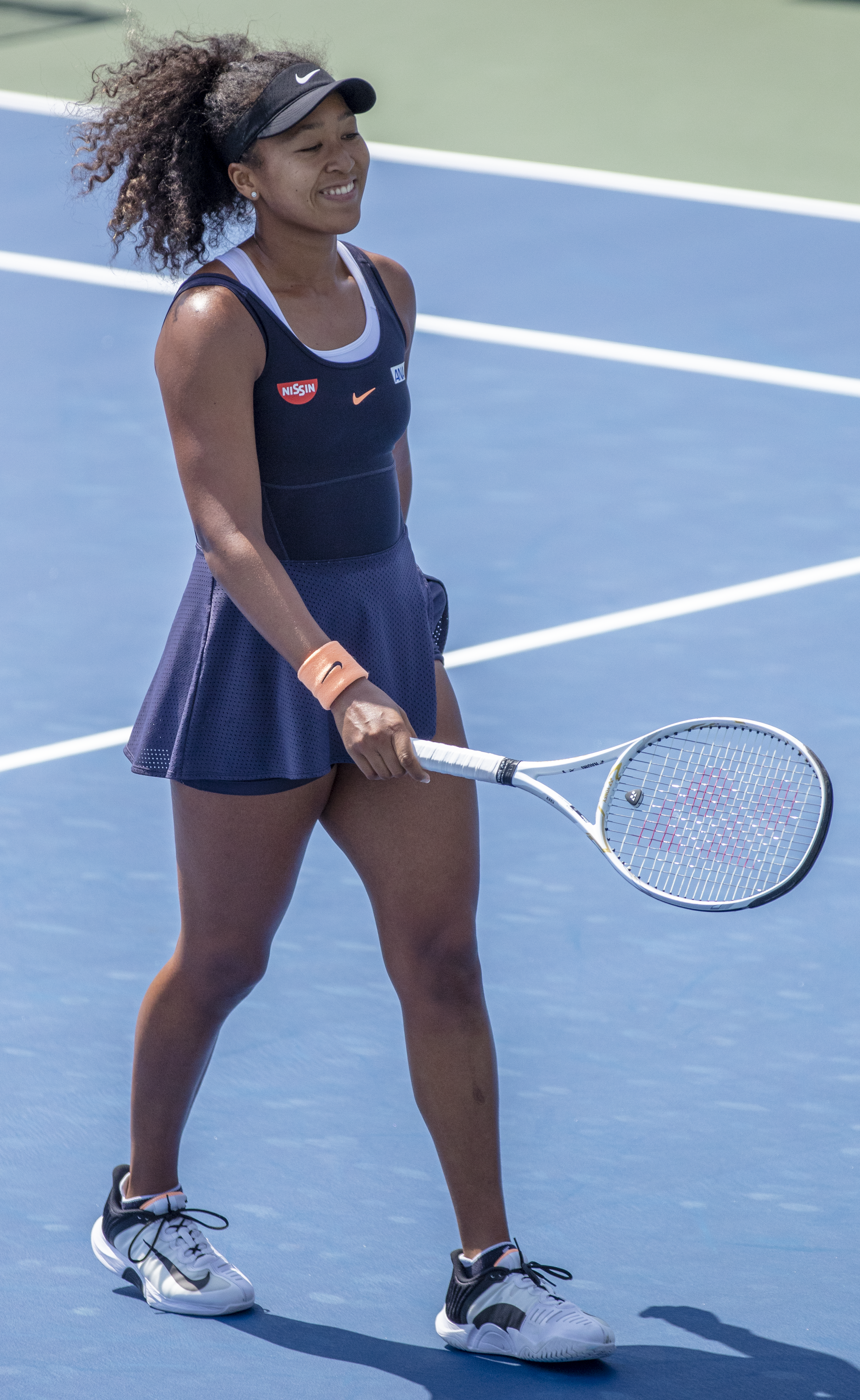
فتاة رياضية تلعب رياضة التنس

يتميز الرياضيات المحترفات عن الرياضيين الهواة بحكم حصولهم على أجر كاف لكسب لقمة العيش. في جميع أنحاء العالم، لا تتقاضى معظم اللاعبات البارزات أجورًا، ويعملن بدوام كامل أو بدوام جزئي بالإضافة إلى تدريبهن وممارستهن وجداول المنافسة. تتحدى المنظمات الرياضية المهنية النسائية هذا الاتجاه. هذه المنظمات جديدة نسبيًا، وهي أكثر شيوعًا في البلدان المتقدمة اقتصاديًا للغاية، حيث يتوفر المستثمرون لشراء فرق، ويمكن للشركات تحمل رعايتها مقابل الدعاية والترويج لمنتجاتها. عدد قليل جدًا من الحكومات يدعم الرياضات الاحترافية، ذكورًا وإناثًا.

## التاريخ
منذ القرن التاسع عشر، كانت هناك نظرة إلى النساء على أنهن حساسات أو أضعف، يجب أن يكون هدفهن وقيادتهن ونشاطهن موجهًا فقط نحو الإنجاب وتربية الأطفال. قدمت العقلانيات الطبية في ذلك الوقت مخاوف بشأن آثار ما قد يحدث للجهاز التناسلي للأنثى ووظائفها إذا شاركت المرأة في الرياضة. "يمكن أن تؤدي الحركات العنيفة للجسم إلى حدوث تغيير في الوضع وتخفيف الرحم بالإضافة إلى التدلي والنزيف ، مما يؤدي إلى حدوث عقم ، وبالتالي هزيمة الهدف الحقيقي للمرأة في الحياة ، أي إنجاب أطفال أقوياء. توصل نظرية الضعف المرأة بطبيعة الحال إلى أن تكون أضعف وضعيفة مقارنة بالرجل. ومع ذلك، إذا كانت المرأة ستمتلك أي وسيلة من وسائل القوة أو القوة، فلن يكون ذلك إلا من خلال امتلاك الطاقة للاستفادة في أزمة من غرائز الأمومة لحماية أطفالها. 